# Le Samyn 2019
La 51.ª edición de la clásica ciclista Le Samyn fue una carrera en Bélgica que se celebró el 5 de marzo de 2019 con inicio en la ciudad de Quaregnon y final en la ciudad de Dour sobre un recorrido de 201,4 kilómetros.
La carrera formó parte del UCI Europe Tour 2019, dentro de la categoría UCI 1.1. El vencedor fue el francés Florian Sénéchal del Deceuninck-Quick Step seguido del belga Aimé De Gendt del Wanty-Gobert y el neerlandés Niki Terpstra del Direct Énergie.

## Equipos participantes
Tomaron parte en la carrera 25 equipos: 3 de categoría UCI WorldTeam; 12 de categoría Profesional Continental; y 10 de categoría Continental. Formando así un pelotón de 174 ciclistas de los que acabaron 93. Los equipos participantes fueron:
| WorldTeams (3)- AG2R La Mondiale - Deceuninck-Quick Step - Lotto Soudal Equipos continentales profesionales (12)- Direct Énergie - Androni Giocattoli-Sidermec - Arkéa-Samsic - Caja Rural-Seguros RGA - Cofidis, Solutions Crédits - Corendon-Circus - Israel Cycling Academy - Roompot-Charles - Sport Vlaanderen-Baloise - Vital Concept-B&B Hotels - Wanty-Groupe Gobert - Wallonie Bruxelles Equipos continentales (10)- Amore & Vita-Prodir - Canyon DHB p/b Bloor Homes - Cibel-Cebon - Differdange-Losch - Leopard - IAM Excelsior - Natura4Ever-Roubaix Lille Métropole - SwiftCarbon Pro Cycling - Tarteletto-Isorex - Wiggins |
| |

## Clasificación final
- Las clasificaciones finalizaron de la siguiente forma:[3]

| \| Clasificación general \| Clasificación general \| Clasificación general \| Clasificación general \| Clasificación general \| \| Ciclista \| Ciclista \| Equipo \| Tiempo \| \| \| --------------------- \| --------------------- \| --------------------- \| --------------------- \| --------------------- \| \| 1.º \| Florian Sénéchal \| Deceuninck-Quick Step \| 4 h 38 min 20 s \| \| \| 2.º \| Aimé De Gendt \| Wanty-Gobert \| + 0 s \| \| \| 3.º \| Niki Terpstra \| Direct Énergie \| + 0 s \| \| \| 4.º \| Lars Boom \| Roompot-Charles \| + 0 s \| \| \| 5.º \| Pieter Serry \| Deceuninck-Quick Step \| + 1 s \| \| \| 6.º \| Stijn Vandenbergh \| AG2R La Mondiale \| + 1 s \| \| \| 7.º \| Tim Declercq \| Deceuninck-Quick Step \| + 6 s \| \| \| 8.º \| Elmar Reinders \| Roompot-Charles \| + 8 s \| \| \| 9.º \| Jesper Asselman \| Roompot-Charles \| + 14 s \| \| \| 10.º \| Rémy Mertz \| Lotto-Soudal \| + 14 s \| \| |                   |                       |                 |
| |                   |                       |                 |
| Fuente: ProCyclingStats |                   |                       |                 |
| Clasificación general |                   |                       |                 |
| Ciclista | Ciclista          | Equipo                | Tiempo          |
| 1.º | Florian Sénéchal  | Deceuninck-Quick Step | 4 h 38 min 20 s |
| 2.º | Aimé De Gendt     | Wanty-Gobert          | + 0 s           |
| 3.º | Niki Terpstra     | Direct Énergie        | + 0 s           |
| 4.º | Lars Boom         | Roompot-Charles       | + 0 s           |
| 5.º | Pieter Serry      | Deceuninck-Quick Step | + 1 s           |
| 6.º | Stijn Vandenbergh | AG2R La Mondiale      | + 1 s           |
| 7.º | Tim Declercq      | Deceuninck-Quick Step | + 6 s           |
| 8.º | Elmar Reinders    | Roompot-Charles       | + 8 s           |
| 9.º | Jesper Asselman   | Roompot-Charles       | + 14 s          |
| 10.º | Rémy Mertz        | Lotto-Soudal          | + 14 s          |

## UCI World Ranking
Le Samyn otorgó puntos para el UCI World Ranking para corredores de los equipos en las categorías UCI WorldTeam, Profesional Continental y Equipos Continentales. Las siguientes tablas muestran el baremo de puntuación y los 10 corredores que obtuvieron más puntos:
| Posición   | 1.º | 2.º | 3.º | 4.º | 5.º | 6.º | 7.º | 8.º | 9.º | 10.º | 11.º | 12.º | 13.º-15.º | 16.º-25.º |
| Puntuación | 125 | 85  | 70  | 60  | 50  | 40  | 35  | 30  | 25  | 20   | 15   | 10   | 5         | 3         |

| Clasificación |                   |                       |        |
| Posición      | Ciclista          | Equipo                | Puntos |
| ------------- | ----------------- | --------------------- | ------ |
| 1.º           | Florian Sénéchal  | Deceuninck-Quick Step | 125    |
| 2.º           | Aimé De Gendt     | Wanty-Gobert          | 85     |
| 3.º           | Niki Terpstra     | Direct Énergie        | 70     |
| 4.º           | Lars Boom         | Roompot-Charles       | 60     |
| 5.º           | Pieter Serry      | Deceuninck-Quick Step | 50     |
| 6.º           | Stijn Vandenbergh | AG2R La Mondiale      | 40     |
| 7.º           | Tim Declercq      | Deceuninck-Quick Step | 35     |
| 8.º           | Elmar Reinders    | Roompot-Charles       | 30     |
| 9.º           | Jesper Asselman   | Roompot-Charles       | 25     |
| 10.º          | Rémy Mertz        | Lotto Soudal          | 20     |